# Cove Creek (Karolina Północna)
Cove Creek – jednostka osadnicza w Stanach Zjednoczonych, w stanie Karolina Północna, w hrabstwie Watauga.